# 안진수 (배우)
안진수(安鎭數, 1945년 4월 24일 ~ )는 대한민국의 배우이고, 1968년 연극으로 처음 데뷔하였다.

## 출연 작품

### 영화
- 2018년 《원죄》 - 노신부 역
- 2012년 《혜원아, 사랑해》 ... 의사 역
- 2010년 《마마 앤드 파파》... 잡지 사장 역
- 2010년 《우리 이웃의 범죄》... 상인 1 역
- 2004년 《핵분열가족》
- 2004년 《공자 가라사대》
- 2002년 《2424》... 함집 아버지 역
- 2002년 《남자 태어나다》... 사랑 부 역
- 2002년 《긴급조치 19호》... 신문사 사장 역
- 2002년 《싸울아비》
- 2002년 《공공의 적》... 고흥식 역
- 2001년 《잎새》... 안과과장 역
- 2001년 《건달의 법칙》
- 2001년 《천사의 시》
- 2001년 《우먼 파트너 놀자》... 레코드 이사장 역
- 2001년 《광시곡》... 참모 1 역
- 2000년 《춘향뎐》... 변사또 책실 역
- 1999년 《만날 때까지》... 의사 역
- 1999년 《주유소 습격 사건》... BC 카드 남 역
- 1999년 《루트 7》... 교수 역
- 1998년 《크리스마스에 눈이 내리면》... 수위 역
- 1998년 《미끼》... 강 국장 역
- 1998년 《생과부 위자료 청구 소송》... 공장장 역
- 1998년 《투캅스 3》... 형사 1 역
- 1998년 《천년환생》
- 1997년 《스카이 닥터》... 교장 역
- 1997년 《창》
- 1997년 《아버지》... 중개인 역
- 1997년 《파트너》... 박 형사 역
- 1997년 《똑바로 살아라》... 변호사 역
- 1996년 《정글 스토리》... 이사 역
- 1996년 《축제》
- 1996년 《보스》
- 1996년 《투캅스 2》... 형사 2반장 역
- 1996년 《내일로 흐르는 강》... 방 사장 역
- 1996년 《맥주가 애인보다 좋은 일곱가지 이유》... 도포 3 역
- 1996년 《황홀한 첫경험》
- 1995년 《돈을 갖고 튀어라》... 지점장 1 역
- 1995년 《48+1》... 도박장 관리자 역
- 1995년 《해병묵시록》
- 1995년 《테러리스트》... 박 사장 역
- 1995년 《총잡이》... 경찰서장 역
- 1995년 《매춘 6》
- 1995년 《소낙비》
- 1995년 《무궁화 꽃이 피었습니다》... 팽 형사 역
- 1995년 《남자는 괴로워》
- 1995년 《사랑하기 좋은 날》
- 1994년 《마누라 죽이기》... 중년사내 역
- 1994년 《드라큐라 에마》... 김 상무 역
- 1994년 《태백산맥》
- 1994년 《짧은 시간 긴 시간》
- 1994년 《장미의 나날》
- 1994년 《빨간 앵두 8》
- 1994년 《비는 사랑을 타고》
- 1994년 《태양속의 남자》
- 1994년 《핑크빛 깡통》... 윤주 부 역
- 1994년 《해적》... 사장 2 역
- 1994년 《증발》... 야당의원 역
- 1994년 《매춘 5》... 형사 역
- 1994년 《키스도 못하는 남자》... 의사 역
- 1994년 《장미빛 인생》... 회사 간부 역
- 1994년 《새알각하》
- 1993년 《투캅스》... 동료 형사 역
- 1993년 《그 여자, 그 남자》... 정치인 역
- 1993년 《불꽃 슛 덩키》... 교장 선생님 역
- 1993년 《사랑받는 여자》
- 1993년 《뜨거운 비》
- 1993년 《유혹의 샘》
- 1993년 《내 마음에는 악어가 산다》
- 1993년 《여자의 일생》
- 1993년 《매춘 3》... 병원원장 역
- 1993년 《무정의 제3부두》... 변호사 역
- 1993년 《가슴 달린 남자》... 조 사장 역
- 1993년 《살어리랏다》... 박 대감 역
- 1993년 《산딸기 6》
- 1993년 《화엄경》... 교도관 역
- 1993년 《오렌지 나라》... 오 교수 역
- 1993년 《검은 모자》... 지연 부 역
- 1993년 《에미의 들》... 일본 순경 역
- 1992년 《마음의 파수꾼》
- 1992년 《겨울만가》
- 1992년 《서커스단에 나타난 검객 산지니》
- 1992년 《환상의 용사 반달가면》
- 1992년 《소녀경》
- 1992년 《오직 단 한번뿐인 내 인생인데》
- 1992년 《돈황제》... 안 이사 역
- 1992년 《나는 너를 천사라고 부른다》
- 1992년 《아들과 연인》
- 1992년 《아래층 여자와 윗층 남자》... 과장 역
- 1992년 《스무살까지만 살고 싶어요》
- 1992년 《가진것 없소이다》
- 1992년 《스물일곱송이의 장미》... 입찰 업자 역
- 1992년 《인생은 뭐 객관식 시험인가요》
- 1992년 《애사당 홍도》... 덕보 역
- 1992년 《나 이제 너를 잊으리》... 의사 1 역
- 1991년 《삼중성》(특별출연)
- 1991년 《갈마》... 육손이 역
- 1991년 《10대의 반항》
- 1991년 《열 아홉의 절망 끝에 부르는 하나의 사랑 노래》... 학생들 역
- 1991년 《장군의 아들 2》
- 1991년 《변금련》
- 1991년 《개벽》... 도인들 역
- 1991년 《피와 불》... 정사용 비서 역
- 1991년 《있잖아요 비밀이에요 2》... 의사 역
- 1991년 《젊은 날의 초상》... 시장 상인 역
- 1991년 《사랑과 죽음의 메아리》... 이 교수 역
- 1991년 《누가 용의 발톱을 보았는가》
- 1991년 《예수천당》... 조 목사 역
- 1991년 《독재소공화국》... 경찰 역
- 1990년 《서울 통화중》... 가정교사 역
- 1990년 《웨딩드레스》... 손님 2 역
- 1990년 《동춘별곡》
- 1990년 《너는 나의 황홀한 지옥》
- 1990년 《꿈꾸는 식물》
- 1990년 《도시의 상처》
- 1990년 《있잖아요 비밀이에요》... 김 박사 역
- 1990년 《미친 사랑의 노래》... 준호 형 역
- 1990년 《마유미》... 박광수 역
- 1990년 《동춘별곡》
- 1990년 《매춘시대》
- 1990년 《성인신고식》
- 1990년 《나는 날마다 일어선다》... 공장장 역
- 1990년 《마지막 남자의 모습》... 중역 1 역
- 1990년 《어둠의 딸》
- 1990년 《빨간 앵두 5》... 전무 역
- 1989년 《마디》
- 1989년 《신사동 제비》... 경섭 역
- 1989년 《들병이》
- 1989년 《빨간 색깔의 여자》
- 1989년 《춘화춘풍》
- 1989년 《우리들의 가을》
- 1989년 《육담구담》... 형방 역
- 1989년 《못먹어도 고》
- 1989년 《아낌없이 주련다》... 과장 역
- 1989년 《밀월》... 직원 역
- 1989년 《개그맨》
- 1989년 《행복은 성적순이 아니잖아요》... 봉구 부 역
- 1988년 《지리산의 성난 토끼들》
- 1988년 《캠퍼스 연애특강》... 직원 역
- 1988년 《매춘》
- 1988년 《공방살 화녀》... 강 의원 역
- 1988년 《어른들은 몰라요》
- 1988년 《요화경》
- 1988년 《오성군 한음군》
- 1988년 《회장님 우리 회장님》
- 1988년 《그 마지막 겨울》
- 1988년 《여자 세상》... 형사 역
- 1987년 《초대받은 피노키오》
- 1987년 《못다 부른 노래님》
- 1987년 《얄숙이들의 개성시대》
- 1987년 《변강쇠 (속)》... 목발선비 역
- 1987년 《레테의 연가》
- 1987년 《기쁜 우리 젊은 날》
- 1987년 《거리의 악사》
- 1987년 《영웅 돌아오다》... 과외선생 역
- 1987년 《제2의 사춘기》
- 1987년 《뜨겁고 깊은겨울》... 김 변호사 역
- 1987년 《덫》
- 1987년 《빙해》
- 1987년 《두 여자의 집》
- 1987년 《감자》... 왕 서방 역
- 1987년 《동녀》
- 1987년 《학창보고서》
- 1987년 《달빛 사냥꾼》... 정신과 의사 역
- 1987년 《불씨》
- 1986년 《유혹시대》
- 1986년 《삼색스캔들》
- 1986년 《수렁에서 건진 내 딸 2》
- 1986년 《자유부인 2》
- 1986년 《가을을 남기고 간 사랑》
- 1986년 《갈매기의 꿈》
- 1986년 《신의 아들》
- 1986년 《금달래》
- 1986년 《겨울 나그네》
- 1986년 《열병시대》
- 1986년 《방황하는 별들》... 부장 역
- 1986년 《푸른 하늘 은하수》
- 1985년 《어우동》... 대감들 역
- 1985년 《설마가 사람잡네》
- 1985년 《빨간 앵두 3》
- 1985년 《삿갓 쓴 장고》... 기섭 역
- 1985년 《귀소》
- 1985년 《여자의 대지에 비를 내려라》
- 1985년 《피조개 뭍에 오르다》
- 1985년 《여자의 반란》... 의사 1 역
- 1985년 《여자는 한번 승부한다》
- 1985년 《고래 사냥 2》
- 1985년 《밤의 열기 속으로》
- 1985년 《미스 김》
- 1985년 《화랭이》
- 1985년 《물목》
- 1985년 《깊은숲속 옹달샘》
- 1985년 《밤마다 천국》
- 1985년 《불의 회상》
- 1984년 《도시에서 우는 매미》
- 1984년 《바보사냥》
- 1984년 《그해 겨울은 따뜻했네》
- 1984년 《뜸부기 새벽을 날다》
- 1984년 《사약》... 서관 역
- 1984년 《사랑하는 자식들아》
- 1984년 《수렁에서 건진 내딸》
- 1984년 《흐르는 강물을 어찌 막으랴》
- 1984년 《훔친 사과가 맛이 있다》
- 1984년 《새댁 나팔을 불기 시작했다》
- 1984년 《소명》... 성현 권일신 역
- 1984년 《고래 사냥》
- 1984년 《자녀목》
- 1984년 《외박》
- 1984년 《열아홉살의 가을》
- 1983년 《대학 들개》
- 1983년 《풀잎처럼 눕다》
- 1983년 《장미와 도박사》
- 1983년 《마계의 딸》
- 1983년 《송골매의 모두 다 사랑하리》
- 1983년 《대학 신입생 오달자의 봄》
- 1983년 《땜장이 아내》
- 1983년 《경아의 사생활》
- 1983년 《다른 시간 다른 장소》
- 1983년 《일송정 푸른 솔은》
- 1983년 《신입사원 얄개》
- 1983년 《이 한몸 돌이 되어》
- 1983년 《안개마을》
- 1983년 《들개》
- 1983년 《짝코》
- 1982년 《겨울 여자 2》
- 1982년 《요권괴권》
- 1982년 《사랑의 노예》
- 1982년 《밤의 천국》
- 1982년 《오염된 자식들》
- 1982년 《산딸기》
- 1982년 《빨간 앵두》
- 1982년 《철인들》
- 1982년 《진아의 벌레먹은 장미》
- 1982년 《나는 할렐루야 아줌마였다》
- 1982년 《사후세계》
- 1982년 《집을 나온 여인》
- 1981년 《세 번은 짧게 세 번은 길게》
- 1981년 《한녀》
- 1981년 《내 모든 것을 빼앗겨도》
- 1981년 《사랑하는 사람아》
- 1981년 《내 이름은 마야》
- 1980년 《괴초도사》
- 1980년 《그때 그사람》
- 1980년 《돌아와요 부산항 '80》
- 1980년 《망령의 곡》
- 1980년 《월녀의 한》
- 1980년 《영원한 유산》
- 1979년 《영녀》
- 1979년 《단짝》
- 1979년 《무림오걸》
- 1979년 《휘청거리는 오후》
- 1978년 《노마비사》
- 1978년 《대동강 출신》
- 1978년 《무상》
- 1978년 《특명 8호》
- 1978년 《사랑과 죽음의 기록》
- 1978년 《사랑의 양지》
- 1978년 《옛날 옛적에 훠어이 훠이》
- 1978년 《마지막 잎새》
- 1978년 《달마신공》
- 1978년 《배우 수업》
- 1978년 《과부》
- 1978년 《절정》
- 1977년 《둘도 없는 너》
- 1977년 《무명객》
- 1977년 《캐논청진공작》
- 1977년 《평양의 비밀지령》
- 1976년 《7인의 말괄량이》
- 1976년 《흑룡강》
- 1976년 《특명》
- 1976년 《국제경찰》
- 1976년 《밀명객》
- 1976년 《내가 좋아》
- 1976년 《원산공작》
- 1976년 《용서받은 여인》
- 1976년 《단둘이서》
- 1976년 《여자의 성》
- 1976년 《사랑을 빌려 드립니다》
- 1975년 《탈출》
- 1975년 《지옥의 초대장》
- 1975년 《너 또한 별이 되어》
- 1975년 《초연》
- 1975년 《폭력은 없다》
- 1975년 《인간단지》
- 1975년 《미스염의 순정시절》
- 1975년 《특별수사본부 외팔이 김종원》
- 1974년 《대형》
- 1974년 《비에 젖은 입술》
- 1974년 《아랑낭자전》
- 1974년 《낭자한》
- 1974년 《여대생 가정부》
- 1974년 《망나니》
- 1974년 《악인의 계곡》
- 1973년 《아빠의 이름은》
- 1972년 《신풍협객》

### 텔레비전 드라마
- 2008년 평화방송 《땀의 순교자 탁덕 최양업》 ... 판관 역
- 2007년 MBC 《이산》
- 2006년 ~ 2007년 MBC 《거침없이 하이킥》
- 2005년 MBC 《제5공화국》... 최형우 역
- 2000년 SBS 《웬만해선 그들을 막을 수 없다》
- 1998년 MBC 《경찰청 사람들》 - 기적의 암치료제 ... 이상철 역
- 1998년 MBC 《경찰청 사람들》 - 상이 뭐길래 ... 서진석 역
- 1997년 MBC 《경찰청 사람들》 - 100억 사기단을 잡아라 ... 이길호 역
- 1996년 KBS2 《첫사랑》... 대명그룹 전미자 사장 비서 역
- 1995년 SBS 《코리아게이트》... 김기택 역
- 1995년 SBS 《모래시계》